# Raphael Beck (giocatore di badminton)
Raphael Beck (Düsseldorf, 6 marzo 1992) è un giocatore di badminton tedesco.

## Biografia
Ha iniziato a praticare il badminton all'età di nove anni. Dal 2011 compete in nazionale.
Ai Giochi europei di Baku 2015 ha vinto la medaglia di bronzo nel doppio maschile, con Andreas Heinz, e nel doppio misto, con Kira Kattenbeck.

## Palmarès
- Giochi europei

Baku 2015: bronzo nel doppio maschile; bronzo nel doppio misto;
- Europei a squadre miste

Lubino 2017: bronzo
- Europei a squadre

Kazan' 2016: bronzo
- Europei junior

Vantaa 2011: oro